# Rozgrywający (piłka siatkowa)

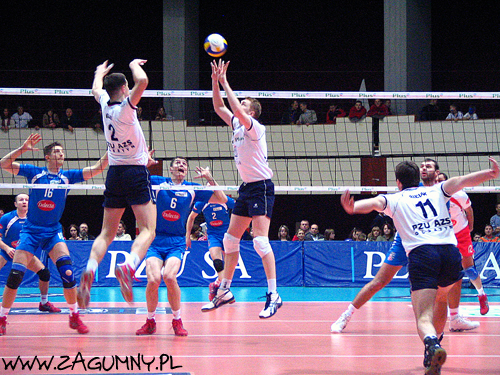
Paweł Zagumny wystawia piłkę

Rozgrywający (ang. setter) – pozycja na boisku w siatkówce. Zadaniem rozgrywającego jest wystawianie piłek atakującemu, przyjmującemu, bądź środkowemu po uprzednim przyjęciu jej przez przyjmującego lub libero. Dzięki dobremu rozegraniu można zmylić blok przeciwnika oraz skutecznie skończyć akcję. Rozgrywający jest jednym z najważniejszych zawodników na boisku, to od jego/jej decyzji o rozegraniu zależy przebieg akcji. 
Rozgrywający zawsze gra po prawej stronie boiska. Będąc w 1. linii boiska jest to strefa 2., natomiast gdy znajduje się w 2. linii jest to strefa 1. W przypadku kiedy zawodnik nie znajduje się w danym miejscu przy zagrywce wtedy zmienia się z zawodnikiem stojącym w danej strefie w czasie akcji. Pozycja wyjściowa znajduje się około 1 m od siatki i około 3 m od prawej linii bocznej (granica II i III strefy). Przemieszczenie do miejsca wystawienia piłki (po ocenie trajektorii piłki), bezpośrednio do miejsca wystawienia. Ustawienie ciała przodem do IV strefy (lewe skrzydło) lub z obrotem ciała w jej kierunku. Najpierw wyskok, potem odbicie piłki w jak najwyższym punkcie. Pozycja neutralna, taka sama dla wystawienia piłki w przód i tył, nieprzewidywalna co do kierunku wystawienia, odbicie nad czołem. Dłonie nad czołem przyjmują kształt piłki, nadgarstki odchylone, palce rozłożone. Kciuki i palce wskazujące blisko siebie (tworzą trójkąt). Kciuki odchylone do tyłu. Wzrok skierowany na piłkę. W momencie kontaktu z piłką musi ona znajdować się nad głową. Kontakt z piłką powinien być szybki. Natomiast praca rąk symetryczna. Wystawienie piłki oddalonej od siatki do II i I strefy – ruch ramion przez prawy bark. Piłka nigdy nie może być zagrana zbyt nisko czy zbyt szeroko, w przeciwnym razie uderzający nie będzie w stanie zaatakować jej w pożądanym kierunku. W żeńskiej siatkówce występuje również wyskok z jednej nogi (prawej) i wystawa przez prawy bark do strefy II lub I (Pivot).